# Río Te
El río Te es un pequeño y corto río gallego de la provincia de La Coruña, España, que desagua en el océano Atlántico, en la ría de Arosa.

## Recorrido
Nace al pie del monte Muralla, entre 400 y 500 m s. n. m. de altitud, en el ayuntamiento de Rianjo y cerca de su linde con el de Lousame; durante un corto tramo hace de linde entre los municipios de Rianjo y Dodro, pero prácticamente sus 9 km de recorrido transcurren dentro del concejo rianjero, donde desemboca en el lugar de El Pazo, parroquia de Rianjo, en la orilla derecha de la ría de Arosa.

## Afluentes
Tiene como tributarios pequeños riachuelos, como el rego do Batán y el rego do Muíño do Conde, por la derecha, y el rego da Devesa, por la izquierda, este prácticamente con la mayoría de su cuenca dentro del municipio de Dodro.